# رأس (هندسة)
في الهندسة، الرأس هي نقطة التقاء أو تقاطع منحنيين أو مستقيمين أو حافتين أو أكثر.

## التعريف

### رأس الزاوية
رأس الزاوية هي النقطة التي ينطلق منها أو يلتقي عندها شعاعان، أو يتقاطع خطين مستقيمين.

### في المضلعات والمجسمات
الرأس هو زاوية المضلع ويَتشكَّل من تقاطع الأضلاع، أو وجوه المجسم الفراغي.

## الرأس في الرسوميَّات الحاسوبيَّة
تُمثَّل الكائنات في الرسوميات الحاسوبية غالباً باستخدام متعددات وجوه مُطبَّقة عليها التثليث والَّتي يعطى لرؤوسها الهندسيَّة ليس فقط الإحداثيَّات الفراغيَّة، بل أيضاً معلومات رسوميَّة أخرى ضرورية لإظهارها بشكل صحيح، مثل معلومات الألوان، وخصائص الانعكاسية، والملمس، ناظم الرأس [الإنجليزية]، .. إلخ.
ولكن أيضًا مع المعلومات الرسومية الأخرى اللازمة لتقديم الكائن بشكل صحيح، مثل الألوان وخصائص الانعكاس والملمس والسطح الطبيعي